# Woodstock en Beauce
Pour les articles homonymes, voir Woodstock et Beauce.
Woodstock en Beauce est un camping musical qui se tient chaque année dans la province canadienne de Québec, sur les terres de Saint-Éphrem-de-Beauce. Inspiré du Festival de Woodstock 1969, il a été créé par Jacques Hamel, en 1995.

## Présentation
Des spectacles sont présentés en journée et se poursuivent jusque tard la nuit. Tous les festivaliers sont invités à dormir sur le site puisque ce dernier est aménagé pour recevoir des milliers de campeurs. Le Woodstock en Beauce a bâti sa bonne réputation grâce à l’ambiance de paix qui lui vaut son célèbre slogan de «du fun en paix » et aussi grâce à la qualité et à la renommée des artistes invités chaque année. 
En 2005, 78 000 personnes ont assisté aux spectacles présentés.
En 2013, le festival se place sous la protection de la Loi sur la faillite et l'insolvabilité dû a un désistement d'un partenaire important. les principaux créanciers  sont les administrateurs qui ont endossé les pertes financières
Après la 20e édition de l'événement en 2014, le comité organisateur publie un communiqué de presse indiquant  une suite en  2015. Cependant, quelques mois après le communiqué, il est annoncé que le festival tire sa révérence ce qui fait réagir plusieurs internautes. Une pétition est mise en ligne sur le site web AVAAZ qui récolte pas moins de 4 800 signatures. À la suite de cette pétition, les choses se remettent en place, le départ de certain organisateurs amène du sang neuf et une nouvelle équipe reprend le flambeau  et concocte une édition 2015 ou les spectacles sont présentés dans la Grange et sur écran géant à l'extérieur.
Plusieurs milliers de spectateurs s'y présentent. Le comité organisateur annonce la poursuite de la nouvelle formule pour l'année  2016, du 30 juin au 3 juillet.
À l'occasion du 25e anniversaire de l'événement Woodstock en Beauce,  Sir Michael Lang, le cofondateur du festival de Woodstock en 1969 était sur les terres de Saint-Éphrem-de-Beauce où il donna sa dernière conférence avant de s'éteindre en janvier 2022. Mais, la confusion à la suite de l'annulation du 50e anniversaire du WOODSTOCK 1969  et l'absence du directeur de la programmation de l'évènement a créé la confusion et une baisse d'achalandage importante et 3 groupes n'ont pas reçu la totalité de leur cachet et l'organisation parle alors d'une situation exceptionnelle. La crise du covid 19 a causé l'annulation des éditions 2020, 2021 et 2022. Le retour de l'évènement est prévu pour  le 7, 8 et 9 septembre 2023.

## 20eanniversaire(2014)
La 20e édition du Woodstock en Beauce s'est tenue du 25 au 29 juin 2014. 
Artistes présentés pour l'édition 2014
- Rise Against
- Papa Roach
- AWOLNATION
- Zappa Plays Zappa
- Rival Sons
- Louis-Jean Cormier
- Les Trois Accords
- Loco Locass
- Misteur Valaire
- Bob Bissonnette
- Lisa LeBlanc
- Pépé et invités
- Planet Smashers
- Adam Doubleyou
- Apashe
- AzYz Barrow
- Olivrez Style
- Black Tiger Sex Machine
- Blue Mushroom Sirkus Psyshow
- Nicolas Gignac
- Sébastien Louis-XVI
- Seven Ways
- Camera Eye (Hommage Rush)
- Hypmerize (Hommage System of a Down)
- Inus Aso (Hommage Bob Marley)
- April Hate (Hommage Nirvana)
- Rammstime (Hommage Rammstein)
- Alcoholica (Hommage Metallica)

## Artistes ayant participé
Ce festival accueille des artistes d'envergure internationale ou locale, en présentant un amalgame de formations plus récentes et de groupes anciens.
- Angel Forrest
- Anik Jean
- Alaclair Ensemble
- Alfa Rococo
- Anti-Flag
- April Wine
- Aut'Chose
- Bad Religion
- Bernard Adamus
- Big Sugar
- Billy Talent
- Beast
- Bran Van 3000
- Bachman-Turner Overdrive
- Blinded By Faith
- La Bottine souriante
- Les Colocs
- Les Dales Hawerchuk
- Damien Robitaille
- Daniel Bélanger
- Daniel Boucher
- Capitaine Révolte
- Dennis DeYoung
- Detendeurs
- Cheap Trick
- Claude Dubois
- Collective Soul
- Colectivo
- Creedence Clearwater Revival
- Joe Cocker
- Joe Robicho
- Jim Zeller
- DobaCaracol
- Dumas
- Ed Kowalczyk de Live
- Éric Lapointe
- EONZ
- Ève Cournoyer
- EXterio
- Lou Gramm de Foreigner
- Filter
- Finger Eleven
- Fred Fortin
- Gatineau
- Galaxie
- Good Charlotte
- GOB
- Godsmack
- GrimSkunk
- Groovy Aardvark
- Guttermouth
- Headpins
- Heart
- Honeymoon Suite
- Hugo Lapointe
- Hollywood Undead
- Jean Leloup
- Joan Jett & The Blackhearts
- Jonas
- Joe Cocker
- Junior Marvin & Kaliroots
- Karkwa
- Kaïn
- Kevin Parent
- Lat & Ben
- Les Chiens
- Les Colocs
- Les Cowboys Fringants
- Les Pistolets Roses
- Les Respectables
- Les TrinKeux
- Les Trois Accords
- Loco Locass
- Loverboy
- Limp Bizkit
- MISERY the MetallicA Xperience
- Martin Deschamps
- Marc Déry
- Malajube
- Mass Hysteria
- Mes Aieux
- Metric
- Misteur Valaire
- Madame Moustache
- Michel Pagliaro
- Marjo
- Moist
- Marie-Chantal Toupin
- New Abortion
- Nickelback
- No Cans Unexxxeptable
- Noir Silence
- No Use For A Name
- Offenbach
- Okoumé
- One love
- Our Lady Peace
- Orloge Simard
- Pascale Picard
- Pat Benatar
- Pat the White
- Paul Piché
- Pennywise
- Pépé
- Plume Latraverse
- Porn Flakes
- Projet Orange
- Radio Radio
- Richard Desjardins
- Rick Hughes
- Ricky Paquette
- Robert Charlebois
- Roger Hodgson
- Rymz
- Saga
- Sam Roberts
- Sandwitch
- Simple Plan
- SNFU
- Shinedown
- Steppenwolf
- Steve Hill
- Sum 41
- Tendance Alcoolique
- Treble Charger
- The Box
- The Breastfeeders
- The Most Serene Republic
- The New Cities
- The Offspring
- The Planet Smashers
- The Stills
- The Tea Party
- The Tragically Hip
- Twin Brothers
- 3 Doors Down
- Vilain Pingouin
- Violent Femmes
- Vincent Vallières
- Voivod
- Vulgaires Machins
- Weezer
- Xavier Caféïne
- Yann Perreau
- Zachary Richard
- Zébulon
- Zachary Richard